# میخیلو پیسکو
میخیلو پیسکو (اوکراینی: Михайло Михайлович Писко؛ زادهٔ ۱۹ مارس ۱۹۹۳) بازیکن فوتبال اهل اوکراین است.
از باشگاه‌هایی که در آن بازی کرده‌است می‌توان به باشگاه فوتبال ماریوپول، باشگاه فوتبال شاختار دونتسک، باشگاه فوتبال اوورلا اوژهورود، باشگاه فوتبال بلشیتا بابرویسک، باشگاه فوتبال زوریا لوهانسک، و باشگاه فوتبال گومل اشاره کرد.
وی همچنین در تیم‌های ملی فوتبال Ukraine national under-19 football team و زیر ۲۱ سال اوکراین بازی کرده‌است.